# NGC 2659
NGC 2659 (другие обозначения — OCL 752, ESO 260-SC3) — рассеянное скопление в созвездии Парусов. Открыто Джоном Гершелем в 1835 году.
В скоплении наблюдается как минимум одна Be-звезда и ещё четыре звезды, возможно, также являются Be-звёздами, а всего звёзд класса B в скоплении 32. Возраст скопления составляет около 5 миллионов лет. Переменная звезда EQ Vel, возможно, относится к скоплению.
Этот объект входит в число перечисленных в оригинальной редакции «Нового общего каталога».